# VII symfonia Beethovena
VII Symfonia A-dur (op. 92) Ludwiga van Beethovena powstawała w latach 1811–1812. Zadedykowana hrabiemu Moritzowi von Friesowi.
Premiera odbyła się 8 grudnia 1813 roku w wiedeńskiej Wielkiej Sali Uniwersyteckiej.
VII Symfonia składa się z czterech części:
1. Poco sostenuto — Vivace
2. Allegretto
3. Presto
4. Allegro con brio

Czas trwania: około 38 minut.
Przez Richarda Wagnera z racji swojego muzycznego klimatu ochrzczona mianem „Apoteozy tańca”. Interpretacja samego Beethovena zawiera odniesienia do bachanaliów: Muzyka jest winem które inspiruje nas do tworzenia, ja jestem Bachusem, który daje to wspaniałe wino, aby uczynić ludzi duchowo pijanymi.